# Triatoma sanguisuga
Triatoma sanguisuga — вид кровосисних клопів родини редувіїд (Reduviidae).

## Поширення
Вид поширений в Північній та Південній Америці. Північною межею ареалу є південно-східні штати США.

## Опис
Комаха завдовжки 16-21 мм. Тіло чорного або темно-коричневого забарвлення. Такі ж смуги є на крилах. Вздовж боків плоского черевця є шість червоних поперечних смуг. Вусики тонкі, шестисегментні. Хоботок конічної форми.

## Спосіб життя
Живляться кров'ю земноводних та ссавців, в тому числі людини. Через 4-6 днів після споживання крові самиця відкладає яйця. Молодь в процесі дозрівання проходить 8 линьок.

## Небезпека для людини
Клоп є одним з переносників протиста Trypanosoma cruzi, який є збудником хронічної хвороби Шагаса. Щороку в Латинській Америці на це захворювання страждають 28 тис. осіб (у 1990 році цей покажник становив 700 тис.). Паразит не передається через укус. З тіла комахи він виводиться через кал. У кров він попадає, коли людина розчіхує місце укусу, яке було забруднене послідом комахи.